# Scaphoideus katraini
Scaphoideus katraini är en insektsart som beskrevs av Rama Subba Rao och K. Ramakrishnan 1988. Scaphoideus katraini ingår i släktet Scaphoideus och familjen dvärgstritar. Inga underarter finns listade i Catalogue of Life.